# Breitenbrunn/Erzgeb.
Breitenbrunn/Erzgeb. település Németországban, azon belül Szászország tartományban. Lakosainak száma 5055 fő (2023. december 31.). Breitenbrunn/Erzgeb. Boží Dar és Potůčky községekkel határos.

## Népesség
A település népességének változása:
| Lakosok száma | 5339 | 5263 | 5090 | 5084 | 5055 |
|               | 2017 | 2019 | 2021 | 2022 | 2023 |